# Mary Ann Bibby
Mary Ann Bibby, född 1832, död 1910, var en nyzeeländsk affärsidkare. Hon drev från 1862 och framåt en av Nya Zeelands med framgångsrika importföretag och är ihågkommen som en av kolonins första framgångsrika brittiska affärskvinnor.  